# Story Bridge
Le Story Bridge est un pont franchissant le fleuve Brisbane dans la ville du même nom au Queensland, en Australie. Il constitue un tronçon de la Bradfield Highway et relie les quartiers de Fortitude Valley et de Kangaroo Point.

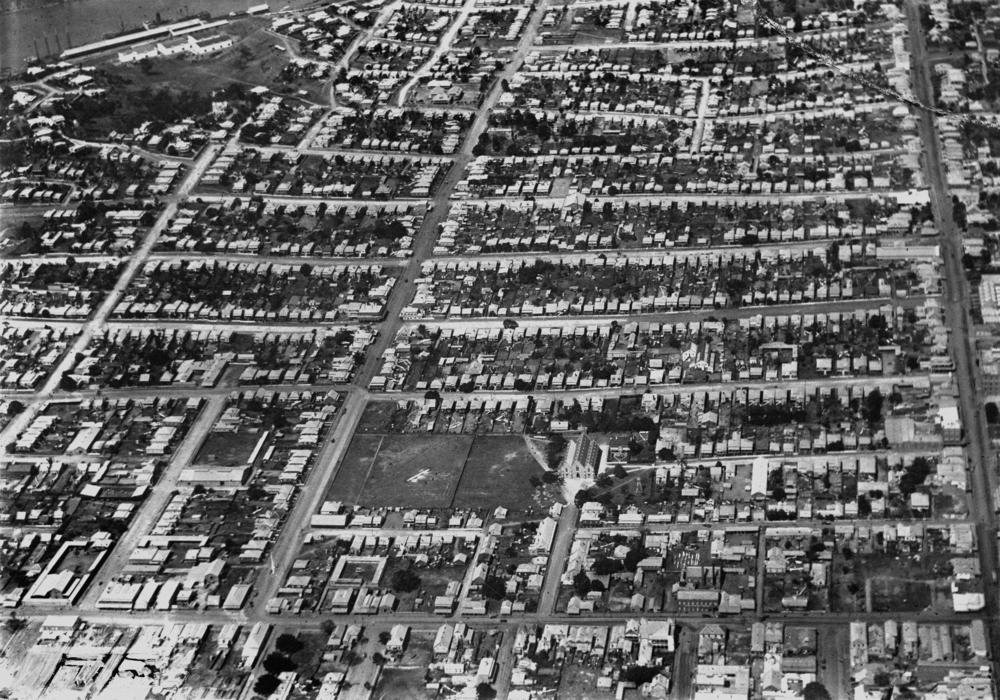
Vue aérienne de l'habitat dense des quartiers de "Fortitude Valley" et de "New Farm", à Brisbane, 1919.

Avant l'ouverture du pont du port de Sydney en 1932, le gouvernement du Queensland a demandé à John Bradfield de concevoir un nouveau pont à Brisbane. Le pont porte le nom de John Douglas Story.

## Historique
Dans les années 1920, le professeur Roger Hawken de l'Université du Queensland proposa la construction de plusieurs ponts sur le Brisbane pour soulager le trafic sur le pont Victoria et le détourner loin du quartier central des affaires de Brisbane. Le pont Jolly Guillaume fut le premier des ponts du Plan Hawken à être construit. On avait envisagé d'abord la construction d'un pont transbordeur plus en aval, près de New Farm, mais le manque de fonds en empêcha la construction à cette époque. 
En 1926, la commission chargée des ponts recommanda le site de Kangaroo Point pour sa construction. Le pont a été construit sur des fonds publics pendant la Grande Dépression. Conçu par John Bradfield, sa construction a commencé le 24 mai 1935, avec la première pelletée de terre par le Premier ministre du Queensland, William Forgan Smith. Jusqu'à son achèvement, il fut connu comme le Pont du Jubilé en l'honneur du roi George V. Il a été inauguré le 6 juillet 1940 par Sir Leslie Orme Wilson, Gouverneur du Queensland et a pris le nom de John Douglas Story. 
La conception du pont a été fondée en grande partie sur celui du pont Jacques-Cartier à Montréal, terminé en 1930. 